# Cryptocephalus mariae
Cryptocephalus mariae là một loài bọ cánh cứng trong họ Chrysomelidae. Loài này được Rey miêu tả khoa học năm 1851.